# Фойницкий, Александр Фёдорович
Александр Фёдорович Фойницкий (23 августа 1886, д. Курлюговка, Елизаветградская губерния — 3 декабря 1973, Тирасполь) — российский и советский художник и педагог, заслуженный деятель искусств Молдавской ССР, автор более 300 картин.

## Биография

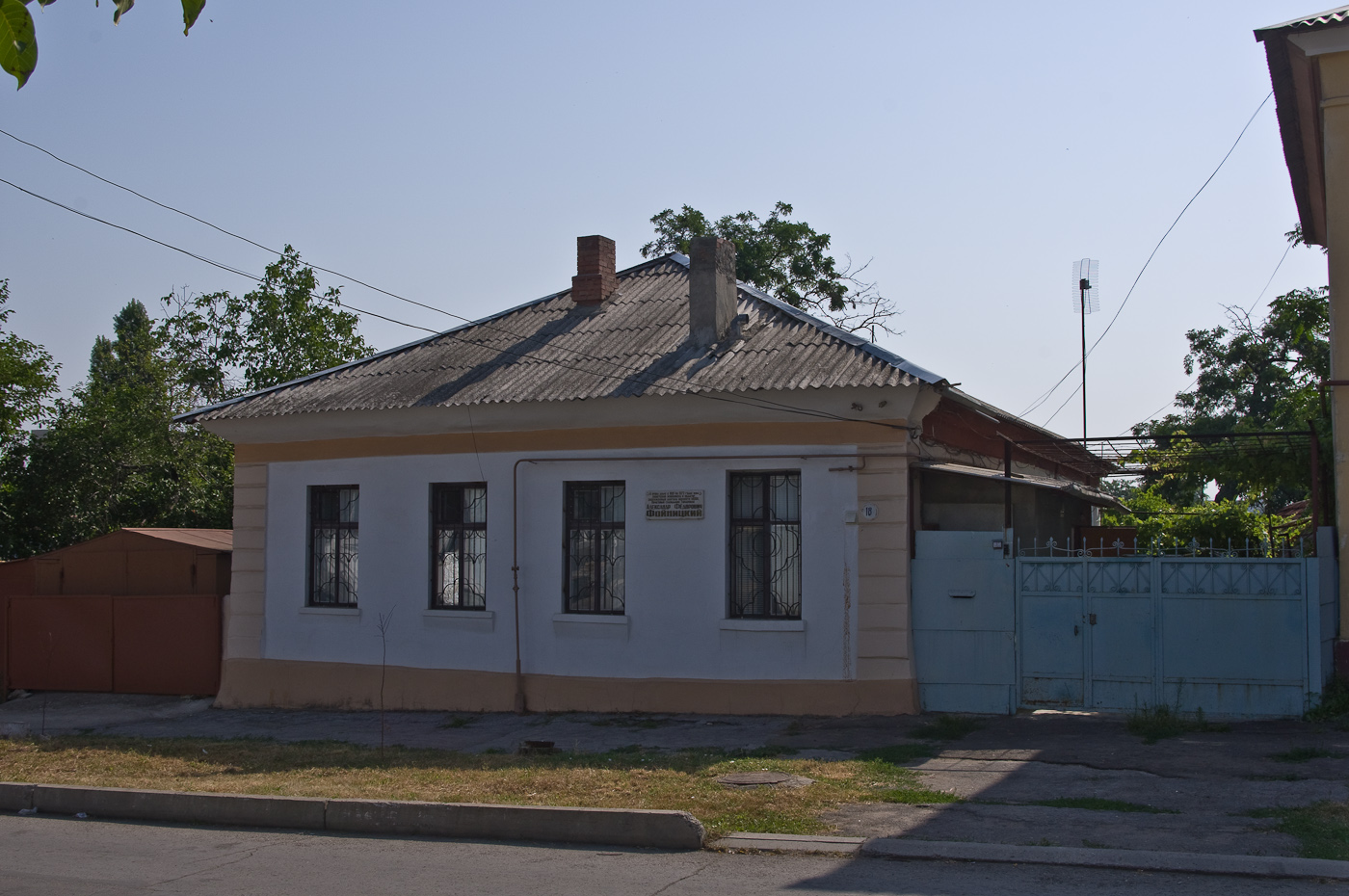
Дом Фойницкого в Тирасполе

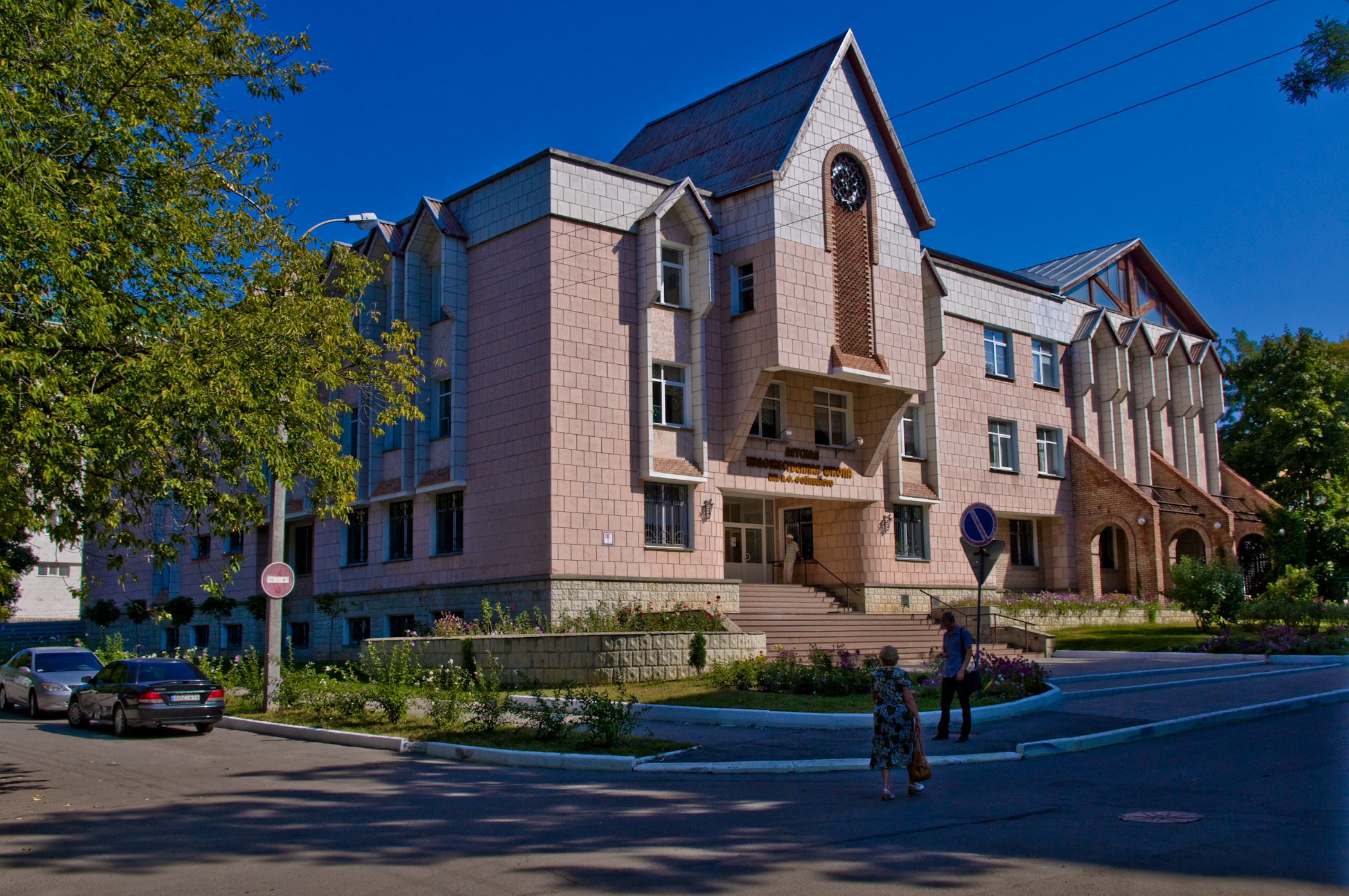
Школа в Тирасполе

Окончил церковно-приходскую школу и мужскую гимназию в Елизаветграде, затем — Одесское художественное училище (1912). Как способного выпускника, А. Ф. Фойницкого рекомендуют в Академию художеств, однако из-за отсутствия средств он вынужден принять предложение работать учителем рисования и черчения в Тирасполе, где художник и проживёт более шестидесяти лет. Участник Первой мировой войны и гражданской войны в составе Красной армии. С фронтов возвращается в Тирасполь и становится настоящим художником-летописцем города. Он создаёт полотна, посвященные историческим событиям Тирасполя и созданной Молдавской АССР: «Митинг по поводу образования МАССР. 28 июля 1924 года», «Первомайский парад в Тирасполе в 1925 году», «Тирасполь строится» (1932), «Новые дома в Тирасполе» (1933), «Учительский институт в Тирасполе» (1935), «Весна. Строительство театра в Тирасполе» (1939) и многие другие, а также картины, посвященные гражданской войне: «Партизаны у костра» (1932), «Штурм Перекопа» (1938). В 1938 году по инициативе Фойницкого в Тирасполе создаётся Художественный музей МАССР.
Во время Великой Отечественной войны переживает тяготы немецко-румынской оккупации Тирасполя. Впоследствии создаёт картины, связанные с событиями 1941—1944 годов: «Пленные немцы» (1944), «Война» (1956), «Уходят» (1969).
А. Ф. Фойницкий работал не только в жанре исторического полотна, но и в жанре пейзажа: «Осень», «Март», «Оттепель», «Тихий вечер», «В распутицу», а также портрета: «Партизан», «Портрет девочки», «Портрет Марецкого», «Автопортрет» и т. д.
В 1975 именем Фойницкого была названа Детская художественная школа в Тирасполе.

## Награды и звания
- Почетный гражданин города Тирасполь[3]
- Заслуженный деятель искусств МССР[4]
- Орден «Знак Почёта»[5]